# (5546) Salavat
(5546) Salavat est un astéroïde de la ceinture principale.

## Description
(5546) Salavat est un astéroïde de la ceinture principale. Il fut découvert le 18 décembre 1979 à La Silla par Henri Debehogne. Il présente une orbite caractérisée par un demi-grand axe de 2,62 UA, une excentricité de 0,11 et une inclinaison de 12,2° par rapport à l'écliptique.

## Compléments